# Kournas-See

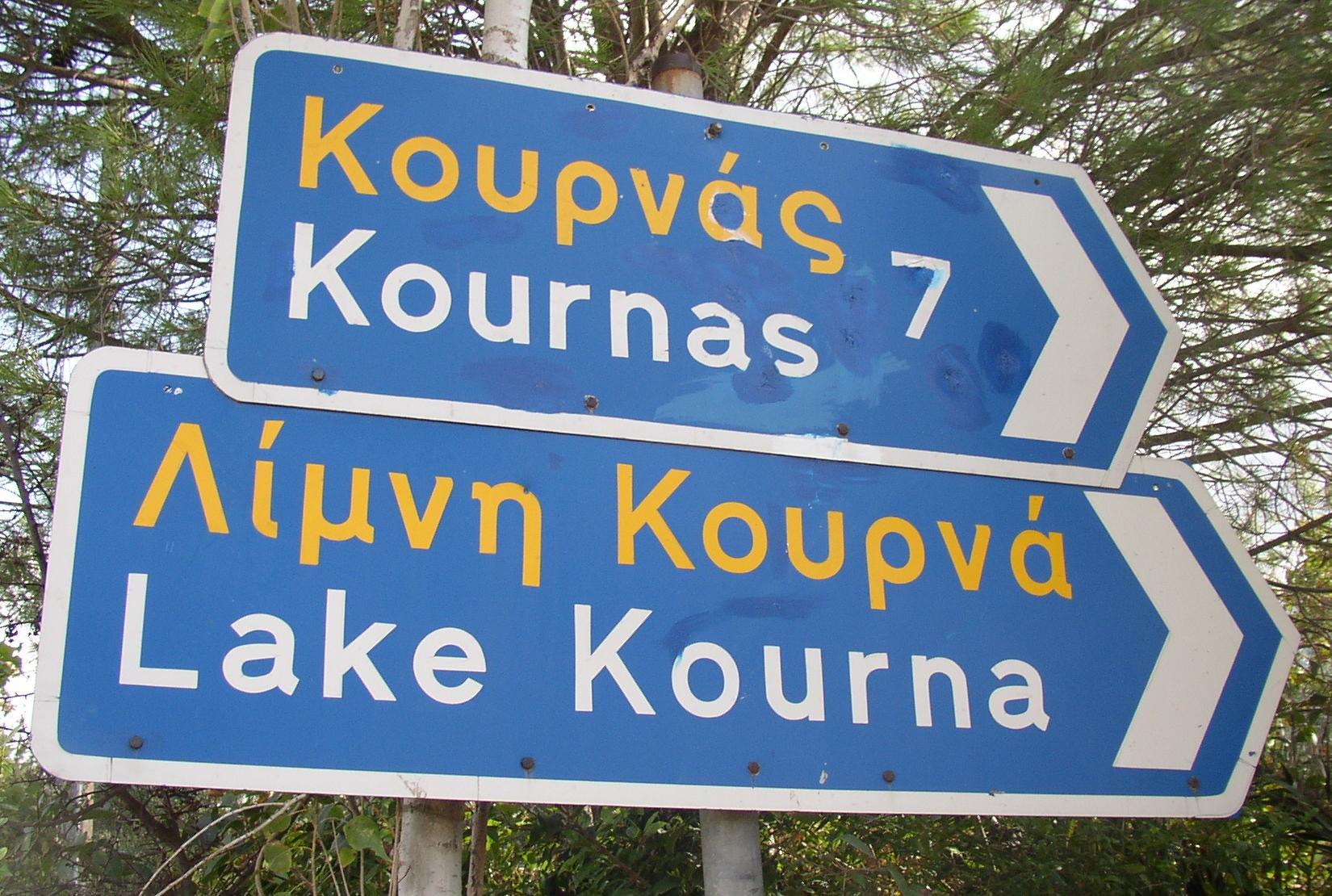
Wegweiser

Der Kournas-See (griechisch λίμνη κουρνά) ist der einzige natürliche Süßwassersee der griechischen Insel Kreta. Er liegt im Westen Kretas nahe der Nordküste in der Nähe von Georgioupoli. Der Abfluss des Sees mündet bei Georgioupolis in das Mittelmeer.
Hier leben Wasserschildkröten, Schlangen und verschiedene Libellenarten. Als Freizeitangebot gibt es einen Tretbootverleih.
Das Wasser des Sees ist wegen des kalkhaltigen Gesteins der kretischen Berge alkalisch und fühlt sich laugig bis seifig an.